# سيدريك تشابيرت
سيدريك تشابيرت (بالفرنسية: Cédric Chabert)‏ هو لاعب كرة قدم فرنسي في مركز الوسط، ولد في 3 ديسمبر 1973 في La Voulte-sur-Rhône ‏ في فرنسا. لعب مع نادي أميان ونادي غويونيون ونادي لوريان ونادي لومان.

## وصلات خارجية
- سيدريك تشابيرت على موقع قاعدة بيانات كرة القدم.إي يو (الإنجليزية)